# Aeroporto di Gallacaio
L'aeroporto di Gallacaio (IATA: GLK, ICAO: HCMR, anche Galkayo Airport o Gaalkacyo Airportè) un aeroporto internazionale nelle vicinanze della città di Gallacaio, capitale della regione Mudugh, in Somalia.